# Bunnik
Bunnik – miasto i gmina w Holandii, w prowincji Utrecht. Historia gminy sięga początku naszej ery, kiedy to Rzymianie wybudowali w Fectio nad Renem, będącym granicą Cesarstwa Rzymskiego, ważny fort z portem. W późniejszym okresie stał się on znaczącym centrum handlowym i rozwijał się dalej mimo upadku cesarstwa. Następnie teren ten zajęty był przez Fryzów oraz Franków, a w VIII i IX w. wyodrębniły się wsie: Bunnik, Odijk oraz Werkhoven, które dziś wchodzą w skład gminy.